# Diminuição do tamanho

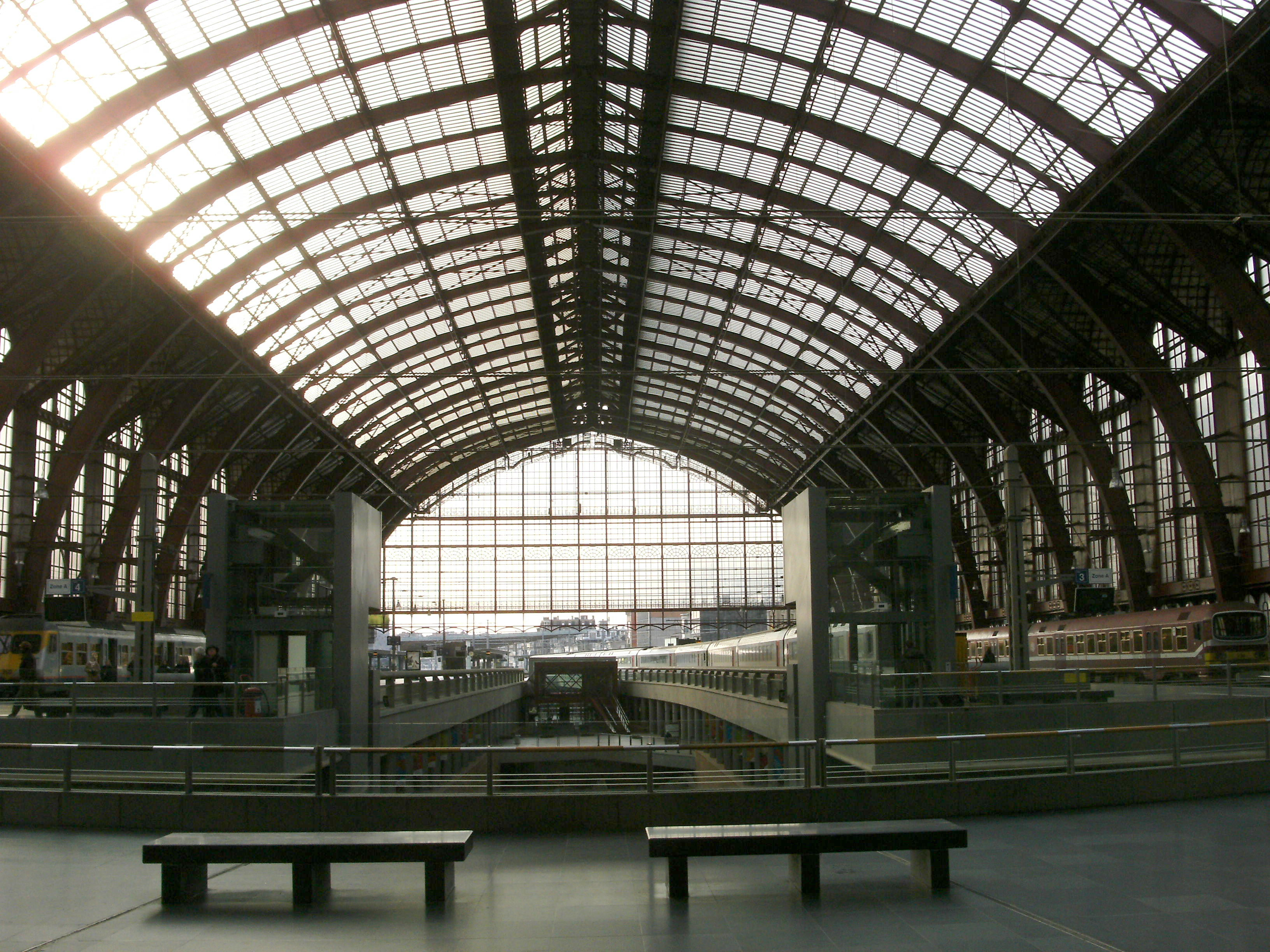
Elementos semelhantes parecem menores, à medida que se afastam do observador.

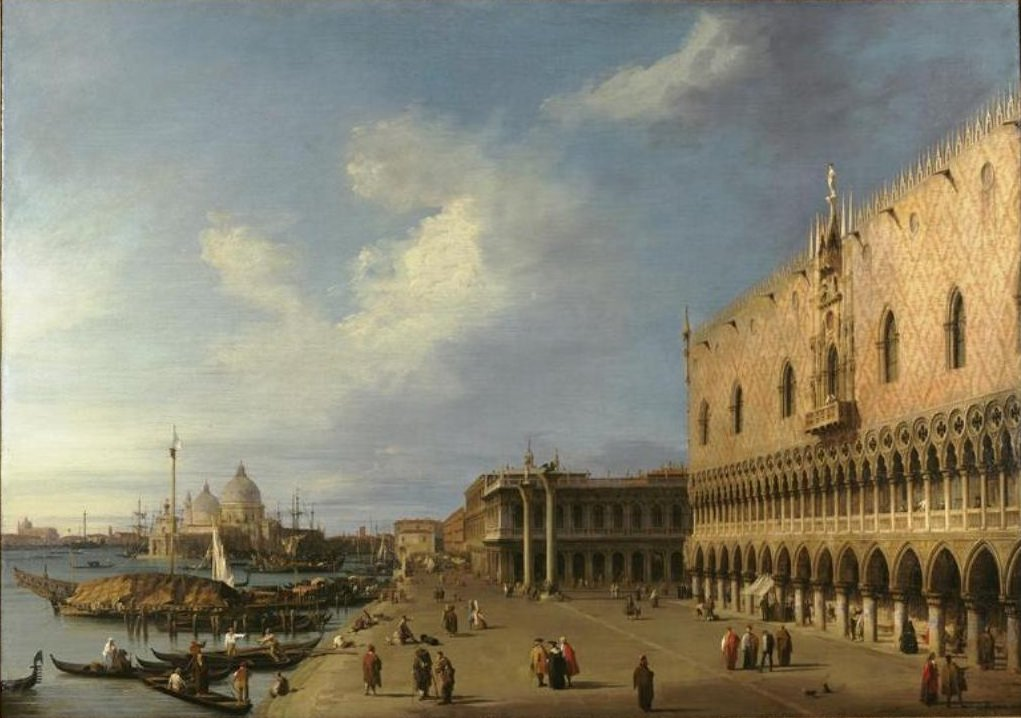
Na pintura de Canaletto, nota-se que quando mais longe está elemento, menor é o seu tamanho.

Ao analisar-se elementos similares, dentro de uma composição visual, interpreta-se que quanto menor o tamanho de um objeto mais distante de quem o observa ele estará. Tal técnica é valida para imagens figurativas e para as não figurativas.